# ویویان پیکلز
ویویان پیکلز (انگلیسی: Vivian Pickles؛ زادهٔ ۲۱ اکتبر ۱۹۳۱) یک هنرپیشه اهل بریتانیا است.
از فیلم‌ها یا مجموعه‌های تلویزیونی که وی در آن‌ها نقش داشته‌است می‌توان به ای مرد خوش‌شانس!، شمعدان و به دنبال جنگ شیشه‌ای اشاره نمود.